# Marco Horanieh
Marco Horanieh est un animateur, présentateur et acteur français.  
Né en France, Marco a vécu dans 5 pays et parle 6 langues : français, espagnol, anglais, italien, arabe et allemand.

## Biographie
Marco est né le 15 février 1987 à Toulouse, de parents syriens. Il grandit à Madrid en Espagne.
Il suit des études d'ingénieur et de commerce en Belgique, aux États-Unis et en Allemagne. Il obtient ensuite un CDI dans le cabinet de Conseil Ernst & Young à Paris.
En 2014, après trois ans en entreprise, il décide de devenir acteur. Il commence par le théâtre et l'improvisation et devient connu du grand public en 2017 lorsqu’il rejoint la série Plus belle la vie, diffusée sur France 3, interprétant le rôle d'Élias Barazi, réfugié syrien. Il quitte la série en octobre 2018. 
Il joue dans plusieurs longs métrages et notamment 120 battements par minute de Robin Campillo et Profeti d’Alessio Cremonini. Récemment, il joue le rôle de Walid dans la série Apple TV « Liaison », avec Vincent Cassel et Eva Green, réalisée par Stephen Hopkins. 
Marco se consacre également à animer et présenter émissions, salons, live et événements. Il a notamment collaboré avec des marques telles qu’Hugo Boss, Dior, Crédit agricole, Nuxe, Armani, Renault, VIVATECH, Betclic ou Amazon et sur des émissions pour Arthur ou Demain TV.

## Filmographie

### Cinéma
- 2015 : Juste après les larmes de Tiburce [5]: Mari
- 2016 : 120 battements par minute de Robin Campillo [6]: Photographe / Reporter de l'AFP
- 2017 : Kids with Guns d'Anthony James Faure [7]: Eric
- 2018 : Online Billie de Lou Assous[8] : l'homme mystérieux
- 2019 : Joyeuse retraite ! de Fabrice Bracq : Luigi, le joueur de foot italien
- 2021 : Profeti de Alessio Cremonini : Hassan

### Télévision
- 2016 : Scènes de ménages : un ami d'Audrey
- 2016 : Le Latte Chaud, divers guests
- 2017-2018 : Plus belle la vie : Élias Barazi, réfugié syrien
- 2018 : On va s'aimer un peu, beaucoup... : Pompier
- 2018  : I-ART (Blackpills), réalisé par Alexandre Da Silva[9]: John
- 2019 : Le Bureau des légendes saison 5, réalisé par Jacques Audiard : Convive syrien
- 2022 : Liaison (Apple TV+), réalisé par Stephen Hopkins : Walid

### Courts métrages
- 2014 : El Dia de la Virgen, de Louise Heem
- 2014 : Trajectoires, de Paul Orbiscay
- 2014 : L'Entretien, de Naïr Mlanao
- 2017 : Immobile, de Michèle Thiemann
- 2018 : Muñecas, d'Eva Muñoz
- 2020 : Forever George, d'Erwan Alepée
- 2021 : El Conquistador, de Mathilde Bayle
- 2021 : Duplicata, d'Adrien Lhommedieu

## Théâtre
- 2012 : Les Improvocantes d'Elsa de Belilovsky
- 2014 : Le Malade imaginaire d'Amélie Abrieu
- 2015 : Merlin l'enchanteur de Thomas Montgolfier
- 2015 : Le Chat botté de Muriel Michaud
- 2015 : Roméo et Jeannette de Vincent Marbeau
- 2015 : Death in the Haarlem Projects de Zacharia Maplestone

## Présentateur et Animateur
- 2023 : Renault Clio World Premiere
- 2023 : Live "Si to Armani"
- 2023 : Nuxe International Marketing Event
- 2023 : HP Special Gala
- 2023 TROPHEES E-COMMERCE
- 2023 : CMA IDF Cérémonie du Label Artisans du Tourisme
- 2022 : Oscar des Jeunes Fleuristes
- 2022 : World Skills Edition Spéciale
- 2022 : LVMH Métiers d'Excellence (avec Tony Parker)
- 2022 : NUXE Séminaire International (ANG)
- 2022 : Coupe de France du Burger
- 2022 : THELIOS (Groupe LVMH) Digital Convention
- 2021: DIOR Live de Noël
- 2021: HPH The International Conference on Health Promoting Hospitals (ENG)
- 2021: Betclic Convention Top Management & Team Building
- 2021 : Idemia Cérémonie de Remise des Prix
- 2021: Lyreco MD's Meeting Great Live (ENG) - Présentation, tables rondes & interview (avec la participation d'Ellen Mc arthur)
- 2021 : Women Investment Club Journée Marathon de l'Investissement
- 2019 et 2021: Crédit Agricole - CNews - Clique TV Soirée Remise des Prix "Révèle ton Talent" avec Mouloud Achour
- 2019 : Hugo Boss Soirée lancement nouveau parfum + Interview de Jamie Dornan (ENG) - MC
- 2019 : Vivatech pour Sanofi - Animation, Interview des speakers et tables rondes (ENG)
- 2019 : Adobe Comédien / Animateur pour visite d'entreprise
- 2019 : Amazon Animateur des Olympiades de fin d'année
- 2019 : Paris Fashion Week Maître de Cérémonie
- 2019 : Concert public - Animation et Interview sur scène des artistes (Metz, 2000 personnes)
- 2018 & 2019 : Miss India France Maître de Cérémonie
- 2018  : We Love Quiz – programme d'Arthur : Animateur - Présentateur sur + de 20 directs
- 2017 : Les Improvocantes (spectacle d'improvisation) – Maître de Cérémonie
- 2016 à 2021 : Films Corporate et/ou de Formation – Comédien Présentateur : BNP Paribas, Crédit Agricole, Gucci, Bouygues Telecom, EDF, Orange, L'Oréal, Airbus, Disney, Opel, Sodexo, Valéo, UNESCO...

## Vie privée
Marco Horanieh parle six langues : français, allemand, anglais, espagnol, arabe et italien. Il a vécu en France, en Espagne, aux États-Unis, en Allemagne et en Belgique. Il pratique le crossfit, le tennis, le football, le basket et le volley et est passionné par les danses latines (salsa, bachata, merengue). 